# Dîner de Noël
Le dîner de Noël est un repas traditionnellement consommé entre le soir du réveillon de Noël et le soir de Noël. Ce repas est souvent particulièrement riche et copieux, dans la tradition chrétienne de la célébration des fêtes de fin d'année, et en représente un élément important de rassemblement familial. Dans les familles chrétiennes pratiquantes, le repas comporte un élément rituel lié à la célébration religieuse, tel que le bénédicité.

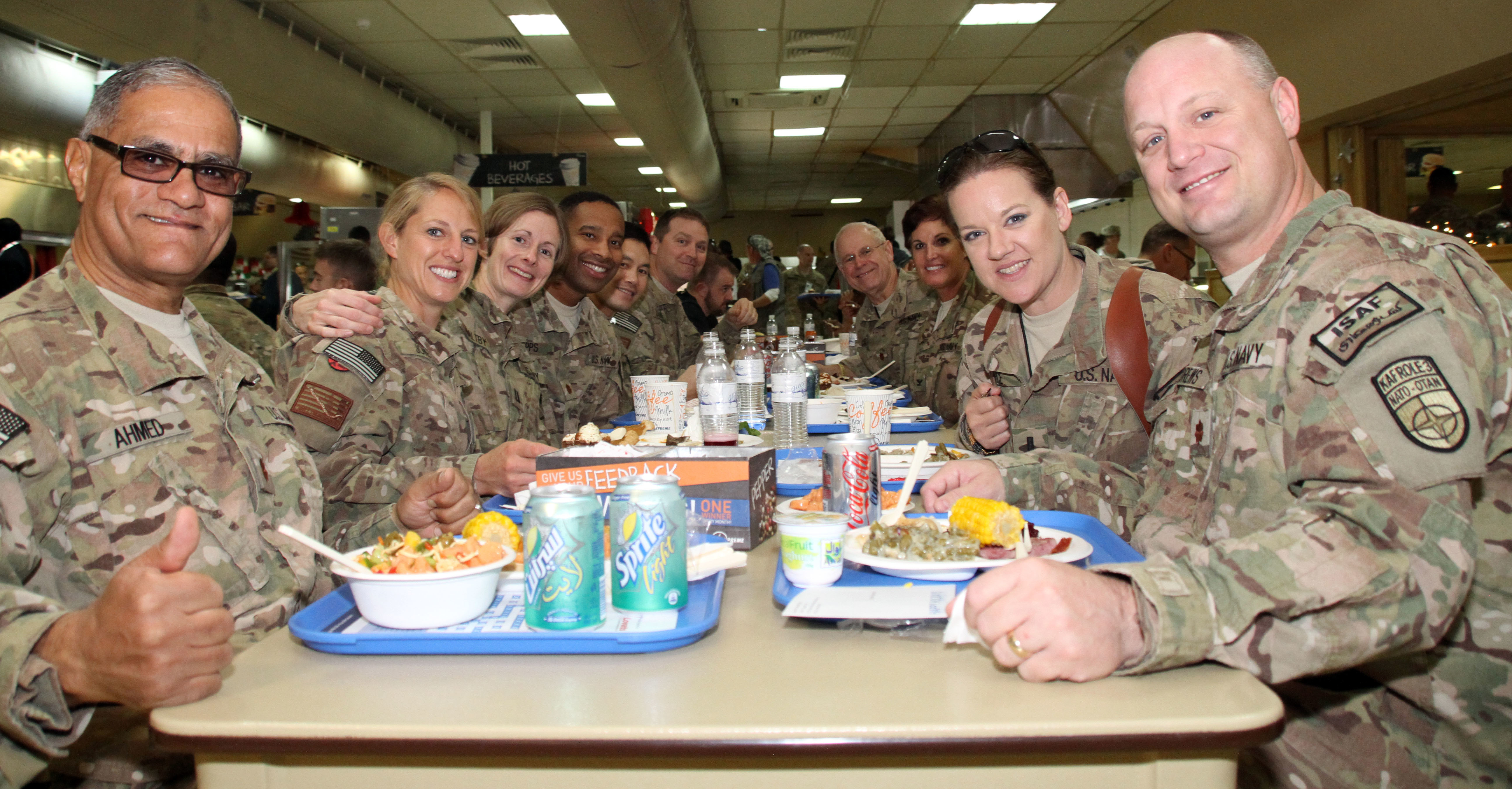
Repas de Noël en Afghanistan pour des militaires de l'OTAN en 2014.

Les plats servis lors de ce repas varient selon les régions du monde, en fonction des cuisines régionales et des traditions locales. Dans de nombreuses régions du monde, en particulier dans les anciennes colonies britanniques, le repas a un lien avec le dîner de Noël anglais, qui comprend des viandes rôties, de la sauce aux canneberges et un certain type de pudding. Le pudding et le gâteau de Noël sont issus de cette tradition.
Dans les pays sans longue tradition chrétienne, le repas de Noël peut être plus fortement influencé par les produits devenus populaires avec la mondialisation. C'est le cas du Japon, où l'on consomme traditionnellement un pack à emporter de KFC,.